# نانا مرالد راسموسن
نانا مرالد راسموسن (دانمارکی: Nanna Merrald Rasmussen؛ زادهٔ ۸ اکتبر ۱۹۹۳) سوارکار زن اهل دانمارک است.
وی در مسابقات کشوری و بین‌المللی در مجموع برندهٔ ۱ مدال طلا، ۴ مدال نقره، ۲ مدال برنز شده است.